# Paracatonia securifalcata
Paracatonia securifalcata är en insektsart som beskrevs av Ronald Gordon Fennah 1950. Paracatonia securifalcata ingår i släktet Paracatonia och familjen vedstritar. Inga underarter finns listade i Catalogue of Life.